# Gerhard Hausladen
Gerhard Hausladen (* 1947 in München) ist ein deutscher Maschinenbauer und war bis 2013 Professor für Bauklimatik und Haustechnik an der Technischen Universität München.

## Werdegang
Von 1967 bis 1972 studierte Hausladen zunächst Maschinenbau an der Technischen Universität München und arbeitete von 1972 bis 1980 als wissenschaftlicher Assistent am Lehrstuhl für Haustechnik und Bauphysik der Technischen Universität München. Im Jahr 1980 promovierte er und arbeitete anschließend von 1980 bis 1985 als Technischer Leiter eines mittelständischen Industrieunternehmens. Im Jahr darauf gründete er ein Ingenieurbüro für Haustechnik, Bauphysik und Energietechnik in Kirchheim bei München. An der Universität Kassel war er von 1992 bis 2001 Professor für Technische Gebäudeausrüstung. 
Die seinerzeit an der Universität Kassel und auch in der Gesellschaft für Rationelle Energieverwendung im Sinne von Energieeffizienz auch gemeinsam tätigen Hochschullehrer Gerd Hauser und Gerhard Hausladen mit ihrem „Energiekennzahl-System“ von 1 bis 10 für den wohnflächenbezogenen Energiebedarf (bekannt auch als: „Energiepass-Methode nach Hauser/Hausladen“) und mit ihrer einschlägigen Forschungsarbeit zum Wärmeschutz mit dem vom  Fraunhofer-Informationszentrum Raum und Bau (IRB) in 1995 veröffentlichten  Titel  „Energiepass: energetische Bewertung von Wohngebäuden“ gelten im übertragenen Sinne als „Väter des heutigen Energieausweises“.
1998 war Gerhard Hausladen Mitbegründer des Zentrums für Umweltbewusstes Bauen an der Universität Kassel und vom Jahr der Gründung bis zu seinem Wechsel an die TU München im Vorstand. Von 2001 bis 2013 lehrte er als Professor am Lehrstuhl für Bauklimatik und Haustechnik an der Technischen Universität München. Seit 2007 ist er Vorsitzender des ClimaDesign e. V.

## Forschungsschwerpunkte
- Energieeffiziente Stadt- und Gebäudeplanung
- Zusammenhänge von Gebäude, Energiesystemen und Energieerzeugung
- Energiekonzeptentwicklung mit Elektromobilität
- Innovative Haustechnikkonzepte

## Auszeichnungen
- 2006: Architecture + Technology Award (mit anderen)[3]
- 2009: Preis für gute Lehre des Bayer. Staatsministeriums für Wissenschaft, Forschung und Kunst in München
- 2013: Bayerischer Architekturpreis und Bayerischer Staatspreis für Architektur

## Publikationen (Auswahl)
- G. Hausladen, P. Liedl, M. de Saldanha: ClimaDesign – Lösungen für Gebäude, die mit weniger Technik mehr können. Callwey, München 2005, ISBN 3-7667-1612-3.
- G. Hausladen, P. Liedl, M. de Saldanha: ClimaSkin – Konzepte für Gebäudehüllen, die mit weniger Energie mehr leisten. Callwey, München 2006, ISBN 3-7667-1677-8.
- G. Hausladen, K. Tichelmann: Ausbau Atlas – Integrale Planung, Innenausbau, Haustechnik. Institut für internationale Architektur-Dokumentation, München 2009, ISBN 978-3-0346-0134-4.
- G. Hausladen, P. Liedl, M. de Saldanha: Klimagerecht Bauen – Ein Handbuch. Birkhäuser, Berlin 2012, ISBN 978-3-0346-0727-8.